# Aseret Yemei Teixuvà
Aseret Yemei Teixuvà (en hebreu: עשרת ימי תשובה) : Són els deu dies de penediment entre Roix ha-Xanà, i Yom Kippur, inclosos aquests dos dies. El propòsit dels deu dies és el penediment, la reconciliació i l'expiació dels pecats de l'any anterior. Durant aquests dies els creients demanen perdó a Adonai pels pecats comesos contra ell, al mateix temps que cerquen la reconciliació amb aquelles persones contra qui s'han comès greuges, car les faltes contra altres persones només es poden expiar previ perdó de la persona agreujada. Durant els deu dies, també coneguts amb el nom de Yamim noraïm es treballa i es duen a terme les activitats d'un dia normal, excepte els dos dies de Roix ha-Xanà (1 i 2 de Tixrí), el dia de Yom Kippur (10 de Tixrí), i el Sàbat.